# Semp Russ
Sempronius E. Russ, detto Semp (Louisiana, 16 aprile 1878 – San Antonio, 12 marzo 1978), è stato un tennista statunitense.
Disputò i tornei di singolare e doppio di tennis ai Giochi olimpici di Saint Louis 1904. Nel torneo singolare fu sconfitto ai quarti mentre nel torneo di doppio, assieme a Charles Cresson, fu sconfitto sempre ai quarti.